# Bloom (manga)
Pour les articles homonymes, voir Bloom.
Bloom (薫る花は凛と咲く, Kaoru Hana wa Rin to Saku, litt. La fleur parfumée fleurit avec dignité) est une série de manga japonais écrite et dessinée par Saka Mikami. Il est édité dans le magazine web de Kodansha, Magazine Pocket, en octobre 2021. En France, le manga est édité chez nobi nobi ! depuis le 22 janvier 2025.  
Une adaptation en série animée a été annoncée pour le 5 juillet 2025 et sera réalisée par le studio CloverWorks.

## Synopsis
Dans la banlieue japonaise, deux lycées situés côte à côte s'opposent et ne cessent de se détester : le lycée public Chidori, qui est un lycée pour garçons, réunit les pires élèves et traîne une mauvaise réputation tandis que le lycée privé Kikyo, lycée pour filles, est très bien classé et rassemble les très bonnes élèves venant principalement de bonnes familles.
Rintaro Tsumugi, élève du lycée Chidori, est un garçon timide et réservé sans histoire mais qui a une carrure impressionnante et un visage qui effraie les gens sans le vouloir. Il traîne avec sa bande d'amis : Natsusawa, Shohei et Yorita et sa famille tient une pâtisserie dont il vient régulièrement donner un coup de main. Il remarque une cliente régulière, qui se nomme Kaoruko Waguri, qui n'est pas intimidée par son visage et commence à discuter avec elle. Ils commencent à sympathiser et des liens commencent à se tisser entre eux. Cependant, il apprend qu'elle est élève au lycée Kikyo.

## Personnages

### Personnages principaux
Rintarō Tsumugi (紬 凛太郎, Tsumugi Rintarō)
Voix japonaise : Yoshinori Nakayama (en)
Personnage masculin principal, c'est un élève du lycée Chidori ayant une grande taille avec les cheveux teints blonds et des piercings aux oreilles. A cause de son apparence, il intimide sans le vouloir les gens autour de lui et est souvent perçu à tort comme un délinquant alors qu'il est bien attentionné. Il a une très faible estime de lui-même et manque de confiance en lui. Il travaille dans la pâtisserie familiale où il rencontre Kaoruko qui voit en lui quelqu'un de gentil et qui ne se sent pas intimidé par son physique. 
Kaoruko Waguri (和栗 薫子, Waguri Kaoruko)
Voix japonaise : Honoka Inoue
Personnage féminin principal, c'est une jeune fille du même âge que Rintaro qui est élève au lycée Kikyo. Elle est gentille et attentionnée. Elle a intégré le lycée Kikyo grâce à une bourse alors qu'elle vient d'un milieu modeste ; c'est pour cela qu'elle est première de sa classe et fait tout pour le rester. Elle rencontre Rintaro dans sa pâtisserie où elle est une cliente régulière et commence à discuter avec lui ; elle découvre la nature bienveillante de Rintaro plutôt que son apparence intimidante. Elle est une grande gourmande des pâtisseries de la boulangerie. En raison de sa petite taille, Rintaro l'a pris pour une collégienne.

### Élèves de Chidori
Usami Shōhei (翔平 宇佐美, Shōhei Usami)
Voix japonaise : Kikunosuke Toya (en)
Camarade de classe et ami de Rintaro. Il est extraverti et très énergique. Bien qu'il soit un peu tête en l'air, il essaie toujours de garder une atmosphère positive avec sa bande d'amis. Aux premiers abords, il s'énerve quand les élèves de Kikyo le méprisent mais il ne garde aucune rancœur ; il reste constamment frustré à ces remarques. 
Saku Natsusawa (夏沢 朔, Natsusawa Saku)
Voix japonaise : Koki Uchiyama
Le deuxième ami et camarade de classe de Rintaro. Il apparaît comme étant le plus intelligent de la bande (Usami vient lui demander constamment de l'aider durant les périodes d'examens). Timide, introverti et cynique, il aime être sarcastique avec les gens qui se moquent de lui et de ses amis bien qu'il ait de bonnes intentions et qu'il ait du mal à exprimer ses pensées. Au départ, il déteste profondément les élèves de Kikyo mais après avoir discuté avec elles, il commence à changer. 
Ayato Yorita (依田 絢斗, Yorita Ayato)
Voix japonaise : Hiiro Ishibashi (en)
Le troisième ami et camarade de classe, il est perspicace et très bienveillant. Il se moque parfois de ses amis mais n'hésite pas à être plus sarcastique envers ceux qui font du mal envers ses amis. Il est très compétent en self-défense mais l'utilise en dernier recours car il essaye d'être le plus pacifiste possible. 

### Élèves de Kikyo
Subaru Hoshina (保科 昴, Hoshina Subaru)
Voix japonaise : Aya Yamane (en)
Amie d'enfance et camarade de classe de Kaoruko, elle est très timide et mal à l'aise avec les garçons à cause d'un harcèlement qu'elle a subi enfant dû à ses cheveux argentés. Elle admire Kaoruko plus que tout car elle l'a défendu face à cet harcèlement et fait tout pour la protéger. Elle se montre, au début, très hostile à Rintaro, ses amis et les élèves de Chidori mais, au fil du temps, commence à se rapprocher d'eux. 
Madoka Yuzuhara (柚原 円蚊, Yuzuhara Madoka)
Voix japonaise : Rio Tsuchiya (en)
Amie et camarade de classe de Kaoruko, elle n'éprouve aucune animosité envers les élèves de Chidori et reste indifférente à la rivalité entre les écoles. Elle se lie d'amitié avec Rintaro et ses amis.
Chisa Minamoto (源 千紗, Minamoto Chisa)
Amie et camarade de classe de Kaoruko.
Ayumi Sawatari (沢渡 亜由美, Sawatari Ayumi)
Amie et camarade de classe de Kaoruko.
Suzuka Asakura (浅倉 すずか, Asakura Suzuka)
Amie et camarade de classe de Kaoruko.

### Personnages secondaires
Kyōko Tsumugi (紬 杏子, Tsumugi Kyōko)
Voix japonaise : Yoko Hikasa
Mère de Rintaro et gérante de la pâtisserie familiale. Elle se soucie profondément de son fils et fait tout pour l'encourager à s'épanouir (elle s'est teint les cheveux pour le soutenir dans ses choix). Elle soutient sa relation avec Kaoruko et n'hésite pas à lui donner des conseils. 

## Publication

### Manga
Écrit et illustré par Saka Mikami, Bloom a commencé sa sérialisation sur le site Web et l'application Magazine Pocket de Kodansha le 20 octobre 2021. La série compte actuellement 18 volumes en août 2025. En France, le manga est publié chez nobi nobi ! et le premier tome sort officiellement le 22 janvier 2025.
| no | Japonais         | Japonais          | Français         | Français          |
| no | Date de sortie   | ISBN              | Date de sortie   | ISBN              |
| --- | ---------------- | ----------------- | ---------------- | ----------------- |
| 1 | 9 mars 2022      | 978-4-06-526609-0 | 22 janvier 2025  | 978-2-37-349975-9 |
| Liste des chapitres : - Chapitre 1 - Rintaro et Kaoruko - Chapitre 2 - Chidori et Kikyo - Chapitre 3 - Préparation des examens - Chapitre 4 - Les amis de Kaoruko - Chapitre 5 - Camarades d'étude |                  |                   |                  |                   |
| 2 | 9 mai 2022       | 978-4-06-527851-2 | 19 mars 2025     | 978-2-37-349976-6 |
| Liste des chapitres : - Chapitre 6 - Subaru Hoshina - Chapitre 7 - La chaleur d'un cœur - Chapitre 8 - Une amitié à quatre - Chapitre 9 - Grâce à Waguri - Chapitre 10 - Haine - Chapitre 11 - Amour - Chapitre 12 - Rintaro et Subaru - Chapitre 13 - Maman |                  |                   |                  |                   |
| 3 | 8 juillet 2022   | 978-4-06-528386-8 | 7 mai 2025       | 978-2-37-349977-3 |
| Liste des chapitres : - Chapitre 14 - Mon endroit préféré - Chapitre 15 - Un type cool - Chapitre 16 - Journée sportive - Chapitre 17 - Dégel hivernal - Chapitre 18 - L'aquarium - Chapitre 19 - Ce que je ressens vraiment - Chapitre 20 - Et les nuages se séparent - Chapitre 21 - Cheveux blonds et piercings |                  |                   |                  |                   |
| 4 | 9 septembre 2022 | 978-4-06-529144-3 | 2 juillet 2025   | 978-2-38-496390-4 |
| Liste des chapitres : - Chapitre 22 - L'amour d'une mère - Chapitre 23 - Un groupe d'étude à six - Chapitre 24 - De l'autre côté des rideaux - Chapitre 25 - Soucis de juillet - Chapitre 26 - Yorita et Rintaro - Chapitre 27 - Discussion de groupe - Chapitre 28 - L'anniversaire de Waguri - Chapitre 29 - 22 juillet |                  |                   |                  |                   |
| 5 | 9 novembre 2022  | 978-4-06-529641-7 | 3 septembre 2025 | 978-2-38-496391-1 |
| Liste des chapitres : - Chapitre 30 - Le jour de l'anniversaire - Chapitre 31 - L'avis sur le gâteau - Chapitre 32 - Comment profiter des vacances d'été ? - Chapitre 33 - La joie de la plage - Chapitre 34 - J'aimerais être ici - Chapitre 35 - Étincelles - Chapitre 36 - Je t'aime - Chapitre 37 - Festival d'été - Chapitre 37.5 - Un jour spécial |                  |                   |                  |                   |
| 6 | 6 janvier 2023   | 978-4-06-530334-4 | 19 novembre 2025 | 978-2-38-496392-8 |
| Liste des chapitres : - Chapitre 38 - Les sentiments de Rintaro - Chapitre 39 - Confession - Chapitre 40 - Kaoruko et Rintaro - Chapitre 41 - Le lendemain de la confession - Chapitre 42 - Changement - Chapitre 43 - Courses à deux - Chapitre 44 - Annonce - Chapitre 45 - L'anniversaire de Natsusawa |                  |                   |                  |                   |
| 7 | 9 mars 2023      | 978-4-06-530959-9 |                  |                   |
| Liste des chapitres : - Chapitre 46 - Les cadeaux d'anniversaire - Chapitre 47 - Natsusawa Mio - Chapitre 48 - Saku et Subaru - Chapitre 49 - Début d'amitiés - Chapitre 50 - Amis - Chapitre 51 - Remerciement - Chapitre 52 - Le travail de Waguri - Chapitre 53 - Une bonne personne |                  |                   |                  |                   |
| 8 | 9 mai 2023       | 978-4-06-531601-6 |                  |                   |
| Liste des chapitres : - Chapitre 54 - Un gâteau comme récompense - Chapitre 55 - La maison de Waguri - Chapitre 56 - La preuve - Chapitre 57 - Waguri Kousuke - Chapitre 58 - Les sentiments qui naissent - Chapitre 59 - Une rencontre imprévue - Chapitre 60 - Kikyo et Chidori - Chapitre 61 - Fantaisie et réalité |                  |                   |                  |                   |
| 9 | 8 août 2023      | 978-4-06-532607-7 |                  |                   |
| Liste des chapitres : - Chapitre 62 - Détermination - Chapitre 63 - Faits de la même étoffe - Chapitre 64 - Ces précieuses personnes - Chapitre 65 - Face-à-face - Chapitre 66 - Ayumi Sawatari - Chapitre 67 - Un échec - Chapitre 68 - Une lueur d'espoir - Chapitre 69 - Pareilles |                  |                   |                  |                   |
| 10 | 9 novembre 2023  | 978-4-06-533508-6 |                  |                   |
| Liste des chapitres : - Chapitre 70 - Au creux de sa poitrine - Chapitre 71 - Le passé de Natsusawa - Chapitre 72 - Progrès - Chapitre 73 - Retour aux rendez-vous - Chapitre 74 - Rencontre officielle - Chapitre 75 - Mère et petite amie - Chapitre 76 - Gratitude - Chapitre 77 - Juste pour s'amuser |                  |                   |                  |                   |
| 11 | 9 janvier 2024   | 978-4-06-534168-1 |                  |                   |
| Liste des chapitres : - Chapitre 78 - Sortie scolaire - Chapitre 79 - Souvenirs du voyage - Chapitre 80 - L'anniversaire de Subaru - Chapitre 81 - Le grand frère de Rintaro - Chapitre 82 - Sotaro et Rintaro - Chapitre 83 - Tout ira bien - Chapitre 84 - Les inquiétudes de Rintaro - Chapitre 85 - Une camarade de collège |                  |                   |                  |                   |
| 12 | 9 avril 2024     | 978-4-06-535156-7 |                  |                   |
| Liste des chapitres : - Chapitre 86 - Satsuki Nabata - Chapitre 87 - Premier amour et peine de cœur - Chapitre 88 - Soirée karaoké - Chapitre 89 - Choix de carrière - Chapitre 90 - Le futur de Yorita - Chapitre 91 - Ce qui doit être dit - Chapitre 92 - Rintaro et Yorita - Chapitre 93 - Lutins de Noël |                  |                   |                  |                   |
| 13 | 9 juillet 2024   | 978-4-06-536120-7 |                  |                   |
| Liste des chapitres : - Chapitre 94 - Le passé de Yorita - Chapitre 95 - Sans intérêt - Chapitre 96 - Une fois tout terminé - Chapitre 97 - La valeur du travail - Chapitre 98 - La réponse de Yorita - Chapitre 99 - Notre Noël - Chapitre 100 - Spéciale à tes yeux - Chapitre 100.5 - Le chemin du retour |                  |                   |                  |                   |
| 14 | 9 octobre 2024   | 978-4-06-537044-5 |                  |                   |
| Liste des chapitres : - Chapitre 101 - 26 décembre - Chapitre 102 - Le cadeau de Kaoruko - Chapitre 103 - Nouvel An - Chapitre 104 - Sotaro et Kaoruko - Chapitre 105 - Nouvelle année, nouveau trimestre - Chapitre 106 - Visite du parc d'attractions - Chapitre 107 - L'anniversaire de Rintaro - Chapitre 107.5 - Le retour de l'anniversaire - Chapitre 108 - Les révisions de Saku et Subaru - Chapitre 109 - Le courage d'aller de l'avant            |                  |                   |                  |                   |
| 15 | 8 janvier 2025   | 978-4-06-538053-6 |                  |                   |
| Liste des chapitres : - Chapitre 110 - Le février de chacun - Chapitre 111 - Le jour de la Saint-Valentin - Chapitre 112 - Examen blanc - Chapitre 112.5 - En route pour l'examen blanc - Chapitre 113 - Les maux de cœur - Chapitre 114 - Natsusawa et Hidaka - Chapitre 115 - Après l'examen blanc - Chapitre 116 - Film d'horreur - Chapitre 117 - La pâtisserie d'autrefois                                                                              |                  |                   |                  |                   |
| 16 | 9 avril 2025     | 978-4-06-539040-5 |                  |                   |
| Liste des chapitres : - Chapitre 118 - Talents inégalés - Chapitre 119 - Objectif - Chapitre 120 - Le White Day de Natsusawa - Chapitre 121 - Pâtissier - Chapitre 122 - Rentrée en terminale - Chapitre 123 - Faire bonne figure - Chapitre 124 - Faiblesses - Chapitre 124.5 - Les courses - Chapitre 125 - Soirée Takoyaki |                  |                   |                  |                   |
| 17 | 9 juin 2025      | 978-4-06-539745-9 |                  |                   |
| Liste des chapitres : - Chapitre 126 - Beau-père et Rintaro - Chapitre 127 - Le dernier festival sportif - Chapitre 128 - Bonté d'âme - Chapitre 129 - Le futur de Kaoruko - Chapitre 130 - Petit ami - Chapitre 131 - Gynécologue-obstétricienne - Chapitre 132 - Chacun sa voie - Chapitre 133 - Grand frère Usami |                  |                   |                  |                   |
| 18 | 7 août 2025      | 978-4-06-540356-3 |                  |                   |
| Liste des chapitres : - Chapitre 134 - Les soucis de Subaru - Chapitre 135 - Examens de premier trimestre - Chapitre 136 - Sortie au zoo - Chapitre 137 - Retour à la plage - Chapitre 138 - Émotions naissantes - Chapitre 139 - Plus q'un ami - Chapitre 140 - Qu'est-ce-que l'Amour ? - Chapitre 141 - Mots d'affection |                  |                   |                  |                   |
| 19 | 9 septembre 2025 | 978-4-06-540813-1 |                  |                   |
| Liste des chapitres : - Chapitre 142 - La chambre de Kaoruko - Chapitre 143 - Réunion parents-profs - Chapitre 144 - L'été de Rintaro - Chapitre 145 - Le futur de Rintaro - Chapitre 146 - Décompression - Chapitre 147 - Le futur de Natsusawa - Chapitre 148 - Premier anniversaire - Chapitre 149 - Entretien d'embauche |                  |                   |                  |                   |
| - |                  |                   |                  |                   |
| Liste des chapitres : - Chapitre 150 - Petite amie - Chapitre 151 - Vers les examens blancs nationaux - Chapitre 152 - Évaluation - Chapitre 153 - Le mur à franchir - Chapitre 154 - Kyoko et Keichiro - Chapitre 155 - Keichiro et Kyoko - Chapitre 156 - Une douceur et un parfum sucré - Chapitre 157 - Le festival d'été de cette année - Chapitre 158 - Étincelles - Chapitre 159 - Découverte - Chapitre 160 - Soutien - Chapitre 161 - Détermination |                  |                   |                  |                   |

### Anime
Une adaptation en série télévisée animée a été annoncée lors de l'événement Aniplex Online Fest le 16 septembre 2024 via un teaser. Il sera produit par CloverWorks et sa sortie est prévue pour 2025.
Le 22 mars 2025, un nouveau teaser sort officiellement lors de l'AnimeJapan 2025 et sur la chaîne Aniplex annonçant la série, ainsi que le casting, prévue pour le 5 juillet 2025 au Japon. 
Le 6 juin 2025, une bande-annonce sort officiellement sur la chaîne YouTube de Netflix annonçant la diffusion de la série dans les pays occidentaux à partir du 7 septembre .     
La chanson d'ouverture s'intitule  まなざしは光 (Manazashi wa Hikari, litt. Ton regard est lumière) et est interprété par Tatsuya Kitani tandis que le générique de fin s'intitule ハレの日に (Hare no Hi ni, litt. En ce jour de fête) et est interprété par Reira Ushio.     

#### Liste des épisodes
| No                            | Titre français               | Titre japonais  | Titre japonais     | Date de 1re diffusion |
| No                            | Titre français               | Kanji           | Rōmaji             | Date de 1re diffusion |
| ----------------------------- | ---------------------------- | --------------- | ------------------ | --------------------- |
| 1                             | Rintaro et Kaoruko           | 凛太郎と薫子    | Rintarō to Kaoruko | 6 juillet 2025        |
| [Tome 1 - Chapitre 1]         |                              |                 |                    |                       |
| 2                             | Chidori et Kikyo             | 千鳥と桔梗      | Chidori to Kikyō   | 13 juillet 2025       |
| [Tome 1 - Chapitre 2]         |                              |                 |                    |                       |
| 3                             | Une personne bienveillante   | 優しい人        | Yasashii Hito      | 20 juillet 2025       |
| [Tome 1 - Chapitres 3-4]      |                              |                 |                    |                       |
| 4                             | La chaleur d'un cœur         | 心の温度        | Kokoro no Ondo     | 27 juillet 2025       |
| [Tomes 1-2 - Chapitres 5-7]   |                              |                 |                    |                       |
| 5                             | Un parfum de commencement    | はじまりの予感  | Hajimari no Yokan  | 3 août 2025           |
| [Tome 2 - Chapitres 8-9]      |                              |                 |                    |                       |
| 6                             | Je me déteste / Je t'adore ! | 大嫌い / 大好き | Daikirai / Daisuki | 10 août 2025          |
| [Tome 2 - Chapitres 10-12]    |                              |                 |                    |                       |
| 7                             | Un garçon classe             | かっこいい男    | Kakkoii Otoko      | 17 août 2025          |
| [Tomes 2-3 - Chapitres 13-16] |                              |                 |                    |                       |